# Кампинос (гмина)
Кампинос (пол. Kampinos) — сельская гмина (волость) в Польше, входит как административная единица в Западно-Варшавский повет, Мазовецкое воеводство. Население — 4076 человек (на 2004 год). Административным центром гмины является село Кампинос.

## Демография
| Перепись                       | Всего   | Всего | Женщины | Женщины | Мужчины | Мужчины |
| ------------------------------ | ------- | ----- | ------- | ------- | ------- | ------- |
| Единицы                        | человек | %     | человек | %       | человек | %       |
| Население                      | 4076    | 100   | 2061    | 50,6    | 2015    | 49,4    |
| Плотность населения (чел./км²) | 48,4    | 48,4  | 24,5    | 24,5    | 23,9    | 23,9    |

## Сельские округа
1. Будки-Желязовске
2. Старе-Гнатовице
3. Грабник
4. Граница
5. Юзефув
6. Кампинос
7. Кампинос-А
8. Коморув
9. Квяткувек
10. Лазы
11. Пасиконе
12. Пиндаль
13. Подкампинос
14. Прусы
15. Скарбиково
16. Строец
17. Стшижев
18. Щитно
19. Вейца
20. Воля-Пасиконьска
21. Завады

## Поселения
1. Белины
2. Бромежик
3. Кирштайнув
4. Кошувка
5. Лазы-Лесьне
6. Женшице

## Соседние гмины
1. Гмина Брохув
2. Гмина Леонцин
3. Гмина Лешно
4. Гмина Сохачев
5. Гмина Тересин